# Carangoides fulvoguttatus
Carangoides fulvoguttatus és un peix teleosti de la família dels caràngids i de l'ordre dels perciformes.

## Morfologia
Pot arribar als 120 cm de llargària total i als 18 kg de pes.

## Distribució geogràfica
Es troba des de les costes del Mar Roig i de l'Àfrica oriental fins a Palau, Nova Caledònia, Ryukyu, Austràlia i Tonga.